# Vysočina, Chrudim
Vysočina là một làng thuộc huyện Chrudim, vùng Pardubický, Cộng hòa Séc.